# Pervushovisaurus
Il pervushovisauro (gen. Pervushovisaurus ) è un rettile marino estinto, appartenente agli ittiosauri. Visse all'inizio del Cretaceo superiore (Cenomaniano, circa 98 - 95 milioni di anni fa) e i suoi resti fossili sono stati ritrovati in Europa occidentale e in Russia. È uno degli ultimi ittiosauri vissuti.

## Descrizione
Questo animale è noto solo per alcuni rostri, lunghi anche un metro. Pervushovisaurus era quindi un ittiosauro di grandi dimensioni, anche se non è chiaro quanto potesse essere lungo. Come molti ittiosauri cretacei, anche questo animale possedeva un rostro allungato e dotato di denti aguzzi e lunghi. Rispetto ad altre forme cretacee, Pervushovisaurus possedeva alcune caratteristiche uniche: era presente un'apertura subovale sul lato della premascella, in posizione anteroventrale rispetto alla narice esterna, insolite creste ossee sui lati della mascella e una particolare conformazione delle ossa nasali e spleniali. Inoltre, la disposizione delle ossa attorno alle narici era unica: era presente un nuovo osso che sostanzialmente copriva parte della narice, rendendola una corta apertura profonda e semicircolare. La parte anteriore della narice era ridotta a un piccolo foro allungato. 
Come tutti gli ittiosauri evoluti, anche Pervushovisaurus doveva essere dotato di un corpo idrodinamico con una coda bilobata e quattro arti trasformati in strutture simili a pinne.

## Classificazione
Pervushovisaurus bannovkensis è stato descritto per la prima volta nel 1998 come un sottogenere di Platypterygius, sulla base di un rostro rinvenuto nella regione di Sarativ in Russia, in strati del Cenomaniano. È quindi uno dei più recenti ittiosauri noti, ed è più recente di circa 20 milioni di anni rispetto alla specie tipo di Platypterygius (P. platydactylus). Pervushovisaurus venne in seguito considerato un nomen dubium privo di caratteri diagnostici (McGowan e Motani, 2003) ma ulteriori studi hanno messo in luce caratteristiche uniche (Fischer et al., 2014). Pervushovisaurus sembrerebbe essere stato uno dei più specializzati fra i platipterigiini, un gruppo di ittiosauri tipici del Cretaceo. Nel 2016 a questo genere è stata ascritta un'altra specie (P. campylodon), nota per alcuni rostri incompleti provenienti dal Cenomaniano dell'Europa occidentale (Inghilterra, Italia). Questa specie era caratterizzata da una mascella superiore leggermente più lunga della mandibola, di circa 3-4 centimetri.

## Paleobiologia
Non è chiaro quale fosse la funzione dell'insolita narice di Pervushovisaurus; è possibile che avesse due diverse funzioni, ma non è chiaro quali fossero. Sicuramente questo animale era un predatore veloce che catturava prede guizzanti come pesci e molluschi cefalopodi.